# بركت أحمر صغير
البَرْكَت الأحمر الصغير (الاسم العلمي: Mazama bororo) (بالإنجليزية: Small red brocket)‏ هو نوع من الحيوانات يتبع جنس البركت من فصيلة الأيليات. متوطن في أمريكا الجنوبية في غابات الأطلنطي في بنما وفي ساو باولو جنوب شرق البرازيل.